# Bahía Guanca
La bahía Guanca es una bahía de la isla San Pedro (o Georgia del Sur), ubicada en la costa norte de la isla, entre la punta Scasso y la punta Águila.
El nombre de la bahía recuerda a Patricio Alfredo Guanca, cabo de la Armada Argentina, que tripulando el ARA Guerrico participó en la Guerra de las Malvinas, y falleció en combate en Grytviken el 3 de abril de 1982 durante la recuperación del archipiélago de las Georgias del Sur.